# Domingo Roncancio Jiménez
Domingo Roncancio Jiménez (Chiquinquirá, 26 de abril de 1930-Manizales, 13 de marzo de 2017) fue un político colombiano.
Fue miembro del Partido Conservador Colombiano.

## Biografía
Fue diputado y concejal de Manizales por más de 30 años. Se dedicó a la gerencia de la Sociedad Transportadora de Santagueda S.A., de la cual fuee calidad de socio y fundador en Manizales. 
Se desempeñó como representante a la cámara y senador. Falleció el 13 de marzo de 2017 en Manizales.